# Barbarzyńcy (film)
Barbarzyńcy (ang. Barbarian) – amerykański horror z 2022 roku w reżyserii Zacha Creggera. W głównych rolach wystąpili Georgina Campbell, Bill Skarsgård i Justin Long. Film miał premierę 31 sierpnia 2022 roku.

## Fabuła
Tess wyjeżdża do Detroit, aby odbyć rozmowę o pracę. Wynajmuje więc dom w okolicy, lecz kiedy trafia na miejsce, okazuje się, że został on także wypożyczony w tym samym terminie innemu mężczyźnie. Mimo obaw i z braku wyboru, dziewczyna decyduje się przystać na propozycję wspólnego przenocowania pod jednym dachem.

## Obsada
- Georgina Campbell jako Tess
- Bill Skarsgård jako Keith
- Justin Long jako AJ
- Richard Brake jako Frank
- Kurt Braunohler jako Doug
- Jaymes Butler jako Andre
- J.R. Esposito jako Jeff
- Sophie Sörensen jako Bonnie Zane
- Rachel Fowler jako Meg
- Kate Nichols jako Catherine
- Kate Bosworth jako Melisa
- Will Greenberg jako Robert
- Zach Cregger jako Everett[1]

## Odbiór

### Reakcja krytyków
Film spotkał się z dobrą reakcją krytyków. W agregatorze recenzji Rotten Tomatoes 92% z 188 recenzji uznano za pozytywne. Z kolei w agregatorze Metacritic średnia ważona ocen z 38 recenzji wyniosła 78 punktów na 100.